# Phryganea spokanensis
Phryganea spokanensis is een fossiele soort schietmot uit de familie Phryganeidae.